# Governo Cairoli III
Il Governo Cairoli III è stato il ventesimo esecutivo del Regno d'Italia, il terzo guidato da Benedetto Cairoli.  
Esso, nato in seguito alle dimissioni del governo precedente, è stato in carica dal 25 novembre 1879 al 29 maggio 1881 (sebbene già dimissionario dal precedente 14 maggio), per un totale di 551 giorni, ovvero 1 anno, 6 mesi e 4 giorni. 

## Compagine di governo

### Appartenenza politica
| Partito | Partito          | Presidente | Ministri | Totale |
| ------- | ---------------- | ---------- | -------- | ------ |
|         | Sinistra storica | 1          | 10       | 11     |

### Situazione parlamentare
NOTA: Nonostante questo governo sia stato effettivamente privato della fiducia (seppur indirettamente e tramite un ordine del giorno), ai tempi del Regno d'Italia, poiché secondo lo Statuto Albertino il governo rispondeva nei fatti al solo Re, il rapporto con il Parlamento in senso moderno non era obbligatorio (ed in tal senso vari sono stati i casi di formazione di un governo palesemente privo di tale supporto). La prassi di determinare la sopravvivenza dell’esecutivo in base al supporto parlamentare, dunque, si è andata sviluppando si da questi momenti, ma stabilmente solo successivamente, specie con l’ascesa dei partiti di massa e con l’introduzione del sistema proporzionale, in tempi molto più tardi rispetto all’unità, ed ufficialmente solo con la Costituzione della Repubblica Italiana. Per questo motivo, il grafico sottostante espone, secondo ricostruzioni e dichiarazioni, nonché secondo la composizione del governo ed anche secondo il voto effettivamente subìto, il supporto che questo ha ottenuto.
Al momento della sua formazione, il 25 novembre 1879:
| Camera              | Collocazione | Partiti            | Seggi     |
| ------------------- | ------------ | ------------------ | --------- |
| Camera dei deputati | Maggioranza  | DEM (406), ER (20) | 414 / 508 |
| Camera dei deputati | Opposizione  | PLC (94)           | 96 / 508  |

Al momento della sua prima caduta, il 29 aprile 1880 e fino al successivo 26 maggio (XIII legislatura):
| Camera              | Collocazione | Partiti                         | Seggi     |
| ------------------- | ------------ | ------------------------------- | --------- |
| Camera dei deputati | Governo      | DEM (154)                       | 154 / 508 |
| Camera dei deputati | Opposizione  | DEM-D. (252), PLC (94), ER (20) | 366 / 508 |

Dal 26 maggio 1880 (XIV legislatura):
| Camera              | Collocazione | Partiti                    | Seggi     |
| ------------------- | ------------ | -------------------------- | --------- |
| Camera dei deputati | Maggioranza  | DEM (218), DEM-D./ER (119) | 337 / 508 |
| Camera dei deputati | Opposizione  | PLC (171)                  | 171 / 508 |

Al momento della sua caduta definitiva, il 14 maggio 1881:
| Camera              | Collocazione | Partiti                    | Seggi     |
| ------------------- | ------------ | -------------------------- | --------- |
| Camera dei deputati | Governo      | DEM (218)                  | 218 / 508 |
| Camera dei deputati | Opposizione  | PLC (171), DEM-D./ER (119) | 290 / 508 |

## Composizione
| Carica                                | Titolare                                                              | Titolare                                                              | Titolare                                                         |
| Presidenza del Consiglio dei ministri | Presidenza del Consiglio dei ministri                                 | Presidenza del Consiglio dei ministri                                 | Presidenza del Consiglio dei ministri                            |
| ------------------------------------- | --------------------------------------------------------------------- | --------------------------------------------------------------------- | ---------------------------------------------------------------- |
| Presidente del Consiglio dei ministri |                                                                       |                                                                       | Benedetto Cairoli (Sinistra storica)                             |
| Ministero                             | Ministri                                                              | Ministri                                                              | Ministri                                                         |
| Affari Esteri                         |                                                                       |                                                                       | Benedetto Cairoli (Sinistra storica)                             |
| Agricoltura, Industria e Commercio    |                                                                       |                                                                       | Luigi Miceli (Sinistra storica)                                  |
| Lavori Pubblici                       |                                                                       |                                                                       | Alfredo Baccarini (Sinistra storica)                             |
| Interno                               |                                                                       |                                                                       | Agostino Depretis (Sinistra storica)                             |
| Pubblica Istruzione                   |                                                                       |                                                                       | Francesco De Sanctis (Sinistra storica) (fino al 2 gennaio 1881) |
| Pubblica Istruzione                   |                                                                       | Guido Baccelli (Sinistra storica) (fino al 2 gennaio 1881)            |                                                                  |
| Guerra                                |                                                                       |                                                                       | Cesare Bonelli (Indipendente) (fino al 13 luglio 1880)           |
| Guerra                                | Ferdinando Acton (Indipendente) Ad interim (dal 13 al 27 luglio 1880) |                                                                       |                                                                  |
| Guerra                                |                                                                       | Bernardino Milon (Indipendente) (dal 27 luglio 1880 al 25 marzo 1881) |                                                                  |
| Guerra                                |                                                                       | Emilio Ferrero (Sinistra storica) (dal 25 marzo 1881)                 |                                                                  |
| Marina                                |                                                                       |                                                                       | Ferdinando Acton (Indipendente)                                  |
| Finanze                               |                                                                       |                                                                       | Agostino Magliani (Sinistra storica)                             |
| Grazia e Giustizia e Culti            |                                                                       |                                                                       | Tommaso Villa (Sinistra storica)                                 |
| Tesoro                                | Agostino Magliani (Sinistra storica) Ad interim                       | Agostino Magliani (Sinistra storica) Ad interim                       | Agostino Magliani (Sinistra storica) Ad interim                  |

## Cronologia

### 1879
- 25 novembre - Il Governo giura dinnanzi al Re.

### 1880
- 29 aprile - In seguito alla discussione alla Camera dei Deputati del disegno di legge di proroga a tutto il mese di maggio dell’esercizio provvisorio, alcuni membri della Sinistra storica (Francesco Crispi, Giovanni Nicotera, Giuseppe Zanardelli) decisero di impegnare la lotta contro il governo, mettendolo in minoranza tramite la votazione contraria di un ordine del giorno a firma di Guido Baccelli, su cui il governo aveva informalmente posto la propria sopravvivenza in carica. Esso, dunque, fu facilmente respinto con 177 contrari (154 favorevoli, 4 astenuti), portando il Presidente del Consiglio a dichiarare al Re le proprie dimissioni pochi giorni dopo.
- 2 maggio - Il Re respinge le dimissioni di Benedetto Cairoli e, con decreto reale, scioglie la Camera, convocando gli elettori per il 16 e 23 maggio; e il nuovo Parlamento per il 26 maggio.
- 16-23 maggio: Si svolgono le elezioni politiche: il governo vede ridursi la sua base di supporto, avendo la Sinistra storica sì ottenuto la maggioranza dei seggi (218) ma non la maggioranza assoluta, perdendo vari seggi a discapito della Destra storica, rafforzatasi, e della Sinistra storica dissenziente di Giuseppe Zanardelli, coadiuvata dall’Estrema sinistra storica.

### 1881
- 6 aprile - Alla Camera inizia la discussione, con interpellanze al governo, sulla Conquista francese della Tunisia. Alla fine di quest’ultima, l’onorevole Abele Damiani firma un ordine del giorno disapprovante la politica del governo, ma la votazione non si tenne, avendo il Presidente Cairoli chiesto il rinvio della votazione al giorno successivo.
- 7 aprile - Si tiene la votazione sull’ordine del giorno su istanza di Giuseppe Zanardelli, ma questo viene respinto con 192 contrari (171 favorevoli e 3 astenuti), salvando così il governo. Poco dopo, avendo comunque dichiarato il Presidente Cairoli, nonostante ciò, di doversi consultare con il sovrano per sondare la sua volontà in merito alla permanenza in carica dell’esecutivo, la seduta viene sospesa fino al giorno successivo.
- 8 aprile - Il Governo annuncia le sue reiterate dimissioni.
- 18 aprile - Il Re rifiuta le dimissioni di Cairoli e lo rinvia alla Camera dei Deputati, alla quale il Presidente comunica la decisione del sovrano in data 28 aprile. Ciò porta, tuttavia, a numerose rimostranze dei deputati (specie di Domenico Zeppa e Baldassarre Odescalchi), che ritengono l’atto sovrano illegittimo e propongono immediatamente un ordine del giorno risolutivo.
- 30 aprile - L’ordine del giorno è presto ritirato per contrasto con un altro atto, a firma di Pasquale Stanislao Mancini e Giovanni Nicotera che, trattando di semplice fiducia al governo, veniva approvato con 262 favorevoli (146 contrari, un astenuto).
- 14 maggio - In seguito alla firma del Trattato del Bardo due giorni prima, il governo entra definitivamente in crisi: per evitare una frattura definitiva ed insanabile nella maggioranza, ricompattatasi il 30 aprile, l’esecutivo opta per le dimissioni, questa volta accettate. Il Re, dunque, incaricava Quintino Sella di formare un nuovo esecutivo, ma, in seguito all’infruttuosità del mandato, esso fu nuovamente conferito ad Agostino Depretis.
- 29 maggio - Con il giuramento del nuovo esecutivo termina ufficialmente l’esperienza di governo.